# Symmachia sepyra
Symmachia sepyra is een vlindersoort uit de familie van de prachtvlinders (Riodinidae), onderfamilie Riodininae.
Symmachia sepyra werd in 1877 beschreven door Hewitson.